# Jaime Masones de Lima

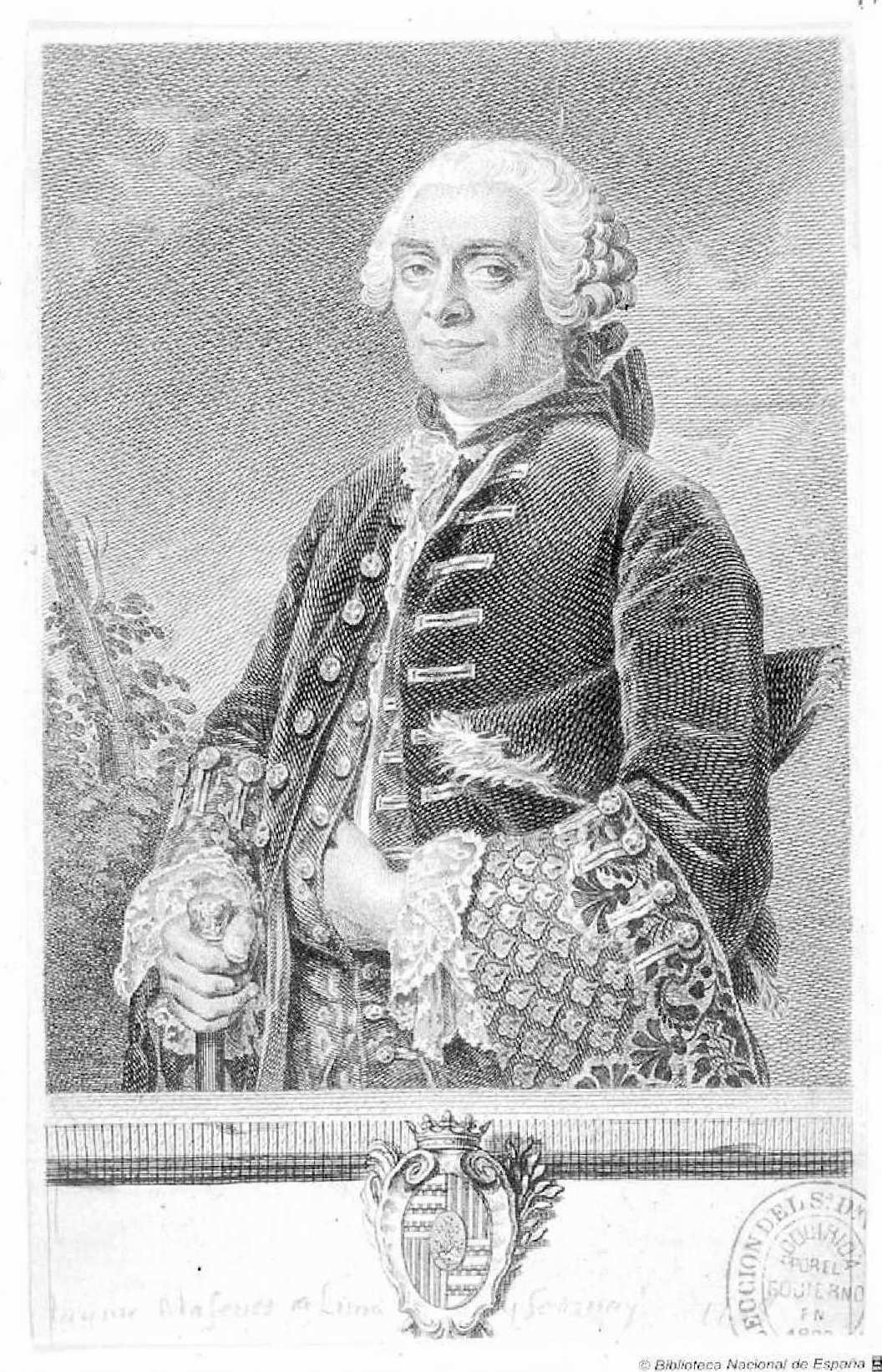
Retrato de Jaime Masones de Lima, grabado a buril de Manuel Salvador Carmona por pintura de Alexander Roslin. Biblioteca Nacional de España. Inscripción: «JAIME MASONES DE LIMA Y SOTOMAYOR. / Gentilh.e de Camara de de S. M. Cathª con Exercicio, Th.e Grâl / de sus Ex.tos su Embajador Extraordº y Plenipotº al / Congreso de Paz de Aix -la -Chapelle en el año de 1748 y / con el mismo Caracter Cerca de S. M. Xpma. Año de 1752. / Director Gen.l de los Cuerpos de Rl. Artilleria e Ingenieros, y Coronel del / Reg.to de R.l Artillª. en el de 1758».

Jaime Masones de Lima (Posada (Nuoro), Italia, 1696-Madrid, 1778) fue un militar y político español. Hecho gentilhombre de cámara en 1745, asistió como embajador extraordinario y plenipotenciario al Congreso de Aquisgrán de 1748 que puso fin a la guerra de sucesión austríaca y posteriormente fue embajador ante la corte de Luis XV de Francia, de 1752 a 1761, y director general de Artillería e Ingenieros de 1758 a 1761. Consejero de Estado con Carlos III en 1766, formó parte de la Junta Extraordinaria que en 1767 decidió la expulsión de los jesuitas.

## Biografía
Segundón de una familia de la pequeña nobleza española en Cerdeña, en 1719 ingresó en el regimiento de dragones de Lusitania. En enero de 1737 acompañó como gentilhombre de embajada a su superior, el marqués de la Mina, que había sido nombrado embajador en Francia, y permaneció con él en París hasta agosto de 1740. Prosiguió luego su carrera militar hasta la llegada al trono de Fernando VI y el ascenso al poder de José de Carvajal y Lancaster, amigo de la familia como también lo fue su sucesor, Ricardo Wall. Ascendido a mariscal de campo en 1747 fue enviado a París y Aquisgrán para participar como embajador plenipotenciario en las conferencias de paz.
Su papel en la conferencia de Aquisgrán de 1748 resultó poco airoso, pues Francia ni siquiera le informó de los acuerdos preliminares de paz alcanzados con Inglaterra y Holanda, con enorme disgusto del rey y del secretario de Estado, José de Carvajal, aunque el prestigio de Masones no se viera afectado por ese fracaso. En julio de 1751, a la muerte del embajador Francisco Pignatelli, se vio obligado a aceptar a regañadientes, según Didier Ozanam, el puesto de embajador en París:

De edad de 54 años y de salud delicada, el nuevo embajador no tiene gusto ni afición para la diplomacia. Sin embargo no carece de dotes apreciables: bastante inteligente, culto, buen músico, fiel en sus amistades, dotado de un fuerte sentido del humor, está desprovisto de cualquier pretensión o altivez, lo que hace agradable su trato.

Su misión era hacerse agradable a la corte de París para asegurar la paz, único deseo del rey Católico según las escuetas instrucciones con las que partió. Cumpliendo con su misión, Masones alcanzó cierto grado de confianza con Luis XV y su entorno familiar, incluso con madame de Pompadour, cuya belleza elogia en sus cartas a José de Carvajal, que se interesó por su salud y le envió a su propio oculista. Más dificultades tuvo para defender la política de neutralidad deseada por la corte española sin provocar la desconfianza de Francia, lo que acabó provocando su relevo en 1761, tras el ascenso al trono de Carlos III en plena guerra de los Siete Años.
Todavía embajador en París fue nombrado director general de la Artillería e Ingenieros al dimitir el conde de Aranda, ocupando interinamente el cargo hasta su vuelta el teniente general Maximiliano La Croix. Pero al terminar su misión en Francia solo permaneció en el cargo unos meses, pues no tardó en dimitir él también, dadas las tensiones existentes entre los dos cuerpos que, sin éxito, se habían tratado de unir.